# قشعيهن (حديبو)

تعديل مصدري - تعديل

قشعيهن هي إحدى قرى مديرية حديبو التابعة لمحافظة سقطرى، بلغ تعداد سكانها 144 نسمة حسب تعداد اليمن لعام 2004.